# LQ Возничего
LQ Возничего (лат. LQ Aurigae) — одиночная переменная звезда в созвездии Возничего на расстоянии (вычисленном из значения параллакса) приблизительно 14685 световых лет (около 4502 парсеков) от Солнца. Видимая звёздная величина звезды — от +16,8m до +15m.

## Характеристики
LQ Возничего — жёлтая пульсирующая переменная звезда типа RR Лиры (RRAB) спектрального класса G. Эффективная температура — около 5595 К.